# Dalida pour toujours
Albums de Dalida
Olympia 1977
(1977) Salma ya salama
(1977)
Dalida pour toujours est le treizième album de Dalida paru chez Sonopresse en 1977. 
Cet album est la bande originale du film tourné par Michel Dumoulin sur plus de trois années. Il présente Dalida au quotidien. À travers ses chansons, ses galas, ses séances d'enregistrements, on découvre la star sous le feux des projecteurs mais aussi la femme dans ses moments d'intimité.
Dalida ouvre les portes de sa vie, chez elle dans le quartier de Montmartre à Paris, dans sa villa en Corse, et surtout en Égypte avec un retour sur sa terre natale après vingt ans d'absence, elle évoque ses souvenirs de jeunesse, retrouvant la maison et l'école de son enfance.
Au fil des chansons défile la vie de l'artiste...

## Face A
- Mon Frère Le Soleil 1:24
- Ciao amore, ciao 1:00
- Ya Bahyati 0:45
- Prière Muezzin 0:27
- Le Temps De Mon Père 0:34
- Avec Le Temps 5:53
- Ma Vie Je La Chante 1:46
- Un Verre Et Une Cigarette 1:13
- Que Sont Devenues Les Fleurs 1:00
- Pour Ne Vivre Pas Seul 3:50
- La Danse De Zorba 2:24
- Il Venait D'Avoir 18 Ans 4:33
- Des Gens Qu'On Aimerait Connaître 1:53
- Gigi L'Amoroso 8:25

## Face B
- Tico Tico 1:43
- Paroles Paroles 0:20
- Les Enfants Du Pirée 1:21
- Je Pars 0:09
- Darla Dirladada 2:34
- Non Ce N'Est Pas Pour Moi 1:08
- Come Prima 0:33
- Gondolier 0:27
- Ciao Ciao Bambina 0:42
- Romantica 1:17
- J'Attendrai 4:18
- Que Reste-T-Il De Nos Amours? 1:47
- Il Faut Du Temps 0:30
- Le Petit Bonheur 0:50
- Besame Mucho 2:50
- Il Y A Toujours Une Chanson 2:39
- Bambino 0:25
- C'Est Vrai 0:44
- Le Parrain (Orchestre) 0:25
- Captain Sky 0:38